# 永川俊美
永川 俊美（ながかわ としみ、1892年6月 - 没年不詳）は、日本のジャーナリスト。

## 経歴・人物
永川越太郎の長男として福岡県に生まれる。
1912年福岡県立中学修猷館を経て、1916年早稲田大学政治経済学科を卒業。
1916年東京朝日新聞（現・朝日新聞東京本社）政治部に入社し、1923年同次長に進み、政治経済部次長を経て、1930年連絡部長に就任。
その後、朝日新聞名古屋支社（現・朝日新聞名古屋本社）編集局長に転じ、1939年同支社長も兼任、1940年に名古屋支社が中部本社となるとその社長兼編集局長となる。